# Lübecker Kogge

Die Lübecker Kogge

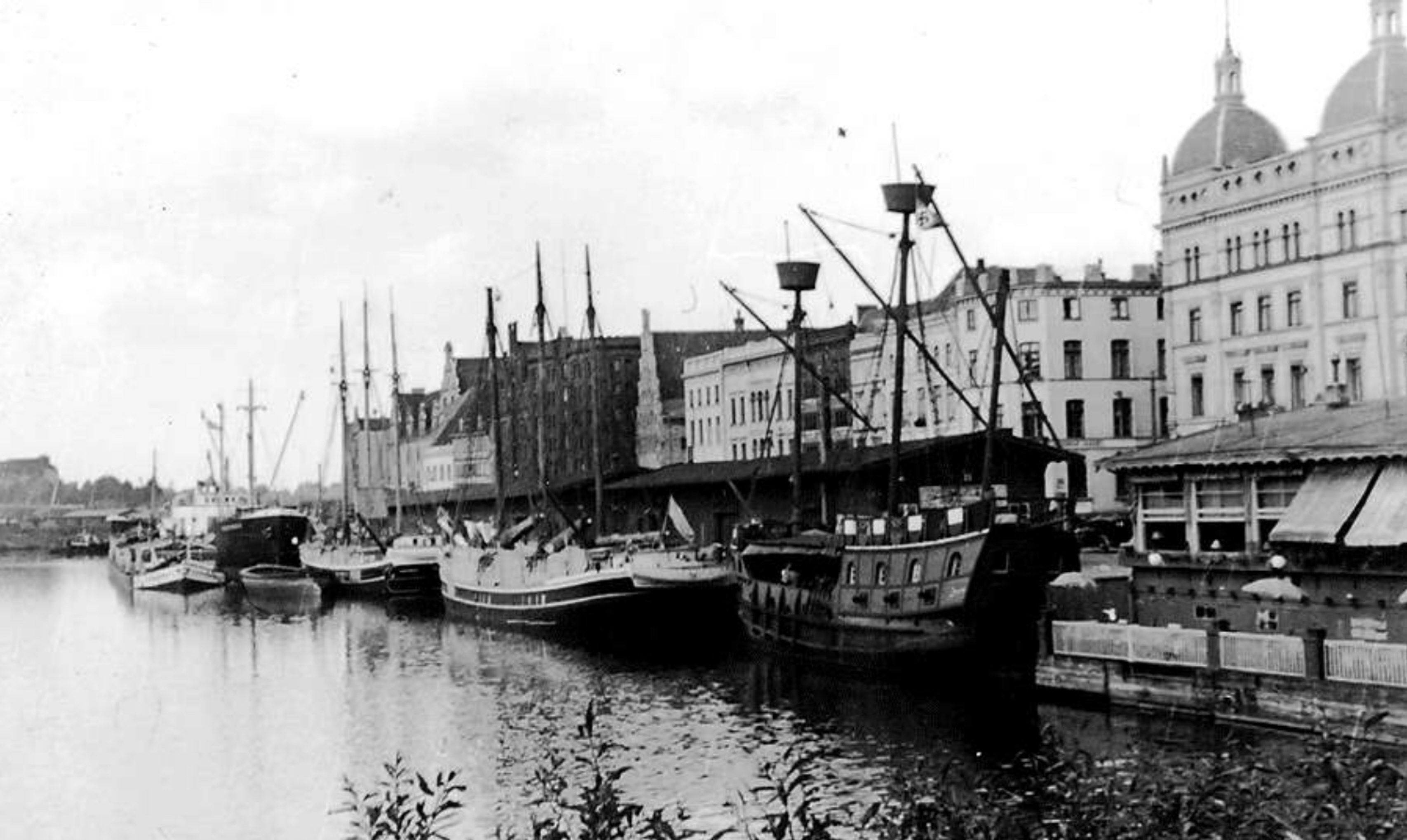
Die Lübecker Kogge vor 1942 an ihrem Liegeplatz an der Untertrave bei der Holstenbrücke

Die Lübecker Kogge war ein neuzeitlicher Nachbau einer Hansekogge, der zur 700-Jahr-Feier der Reichsfreiheit der Hansestadt Lübeck im Jahr 1926 fertiggestellt wurde.

## Geschichte
Die Lübecker Kogge war der erste neuzeitliche Rekonstruktionsversuch einer Hansekogge und wurde zur Feier der Reichsfreiheit mit Spendenmitteln aus der Lübecker Bevölkerung finanziert. Die Feierlichkeiten wurden von der Gesellschaft zur Beförderung gemeinnütziger Tätigkeit ausgerichtet, die sich wesentlich über die Jubelkugel aus Niederegger-Marzipan refinanzierte. Höhepunkt der Veranstaltungen war ein von Alfred Mahlau ausgerichteter historischer Festzug, der das Thema des Lübecker Totentanzes wiederaufnahm. Die Kogge wurde auf den Rumpf einer Tjalk aufgesetzt und hatte eine Länge von 22 sowie eine Breite von 6 Metern.
Während der Feierlichkeiten im Sommer 1926 lag die Lübecker Kogge als Ausstellungsstück neben der Puppenbrücke vor dem Holstentor. Bereits vorher war sie im Frühjahr 1926 vom Lübecker Yacht-Club als künftiges schwimmendes Clubhaus angekauft worden. Dieses weitere Clubheim sollte den Mitgliedern neben dem Clubhaus auf dem Travemünder Leuchtenfeld und dem Bootshaus an der Wakenitz einen sozialen Mittelpunkt in der Lübecker Altstadt bieten. Nach den Feierlichkeiten zur 700-Jahr-Feier Lübecks wurde die Kogge im Herbst bei der TRAYAG-Werft in Travemünde unter Deck als Clubrestaurant ausgebaut und kurz vor Weihnachten 1926 feierlich in den Lübecker Stadthafen geleitet. Zur ersten folgenden Veranstaltung auf der Lübecker Kogge sagte 1927 auch der große segelsportliche Förderer des Lübecker Yacht-Clubs, Prinz Heinrich von Preußen zu.
Im Zuge der Weltwirtschaftskrise 1929 musste der Club die Lübecker Kogge zeitweilig verchartern, um notwendige Einnahmen für den Erhalt zu generieren.
Im Jahr 1936 wurde die Lübecker Kogge zu den Segelwettbewerben der Olympischen Spiele 1936 auf die Kieler Förde verlegt. Vor dem Clubhaus des Kieler Yacht-Clubs brannte während der Regatten an ihrem entsprechend umgerüsteten Vormast auf der Schale das olympische Feuer. Dort kenterte sie in der Nacht nach der Eröffnung am 3. August, wurde aber wieder aufgerichtet. Die Heimreise nach Lübeck verzögerte sich durch die Havarie, bei der der Sandballast verrutscht und feucht geworden war. Dies machte einen Werftaufenthalt in Kiel erforderlich, so dass die Kogge erst kurz vor Weihnachten 1936 wieder in Lübeck eintraf.
Nach dem Zweiten Weltkrieg wurden die Clubhäuser des Lübecker Yacht-Clubs in Travemünde (bis 1949) und an der Wakenitz (bis 1950) von der britischen Militärregierung beschlagnahmt, so dass die Lübecker Kogge im Stadthafen neben dem Holstentor vorübergehend zum einzigen Clubheim wurde. Die Hansekogge, die im Verlauf des Krieges vom Lübecker Yacht-Club an den bewirtschaftenden Ökonom verkauft werden musste, kenterte im Oktober 1950 zweimal in Folge auf der Trave bei der Teerhofinsel, wohin sie wegen notwendiger Instandsetzungsarbeiten verholt worden war. Der nicht ausreichende Versicherungsschutz besiegelte nach 24 Jahren ihr Schicksal.